# Кріс Вілсон (борець)
Крістофер Джозеф «Кріс» Вілсон (англ. Christopher Joseph «Chris» Wilson; нар. 30 грудня 1967, Вінніпег, Манітоба) — канадський борець вільного стилю, срібний та бронзовий призер чемпіонатів світу, чемпіон Ігор Співдружності, дворазовий чемпіон, срібний та дворазовий бронзовий призер Кубків світу, учасник Олімпійських ігор.

## Життєпис
Він почав займатися боротьбою у віці тринадцяти років у Північному Ванкувері та продовжував робити свій внесок у цей вид спорту після завершення кар'єри у 1995 році.
У його резюме зазначено участь у п'ятнадцяти міжнародних змаганнях, де він посів перше місце у десяти з цих змагань.
У 1992 році Кріса назвали першим лауреатом премії Денні Галлівана за чесну гру та цінність спорту, а в 1995 році він також отримав премію Джонні Ф. Бассетта як канадський спортсмен, який найкраще поєднує спортивний успіх із сильними цінностями громади.

## Спортивні результати на міжнародних змаганнях

### Виступи на Олімпіадах
| Змагання                    | Збірна | Вагова категорія          | Місце |
| --------------------------- | ------ | ------------------------- | ----- |
| Літні Олімпійські ігри 1992 | Канада | вільна боротьба, до 68 кг | 8     |

### Виступи на Чемпіонатах світу
| Змагання                        | Збірна | Вагова категорія          | Місце  |
| ------------------------------- | ------ | ------------------------- | ------ |
| Чемпіонат світу з боротьби 1990 | Канада | вільна боротьба, до 68 кг | 7      |
| Чемпіонат світу з боротьби 1991 | Канада | вільна боротьба, до 68 кг | Срібло |
| Чемпіонат світу з боротьби 1993 | Канада | вільна боротьба, до 68 кг | Бронза |

### Виступи на Кубках світу
| Змагання                    | Збірна | Вагова категорія          | Місце  |
| --------------------------- | ------ | ------------------------- | ------ |
| Кубок світу з боротьби 1989 | Канада | вільна боротьба, до 68 кг | Бронза |
| Кубок світу з боротьби 1990 | Канада | вільна боротьба, до 68 кг | Бронза |
| Кубок світу з боротьби 1991 | Канада | вільна боротьба, до 68 кг | Срібло |
| Кубок світу з боротьби 1993 | Канада | вільна боротьба, до 68 кг | Золото |
| Кубок світу з боротьби 1994 | Канада | вільна боротьба, до 68 кг | Золото |

### Виступи на Іграх Співдружності
| Змагання                | Збірна | Вагова категорія          | Місце  |
| ----------------------- | ------ | ------------------------- | ------ |
| Ігри Співдружності 1994 | Канада | вільна боротьба, до 68 кг | Золото |

### Виступи на змаганнях молодших вікових груп
| Змагання                                      | Збірна | Вагова категорія          | Місце  |
| --------------------------------------------- | ------ | ------------------------- | ------ |
| Чемпіонат світу з боротьби серед кадетів 1983 | Канада | вільна боротьба, до 41 кг | 5      |
| Кубок світу з боротьби серед молоді 1986      | Канада | вільна боротьба, до 68 кг | 4      |
| Чемпіонат світу з боротьби серед молоді 1987  | Канада | вільна боротьба, до 68 кг | Золото |